# Mr. Know It All
Ne doit pas être confondu avec Monsieur je-sais-tout.
Singles de Kelly Clarkson
Don't You Wanna Stay (avec Jason Aldean)
(2010) Stronger (What Doesn't Kill You)
(2012)
Pistes de Stronger
Stronger (What Doesn't Kill You)
Mr. Know It All est une chanson interprétée par la chanteuse américaine Kelly Clarkson. Le titre est le premier single du 5e album de cette dernière, Stronger. Le single a été lancé via un évènement live diffusé pour l'occasion le 30 août 2011 sur la page Facebook de Clarkson et est mis en vente sur iTunes le 5 septembre 2011.
Le titre, basé sur le thème de la rupture, a été écrit par Brian Kennedy, Ester Dean, Brett James et Dante Jones. Parmi tous les singles de Clarkson, Mr. Know It All a été décrit comme étant le plus différent, Kelly définit elle-même la chanson « vocalement authentique » expliquant le fait qu'elle et ses producteurs ont fait le choix d'utiliser le moins d'auto-tune possible sur la production afin que la voix de Clarkson soit identique à ses interprétations en direct,.
Une version country du single est envoyée aux radios américaines le 23 avril 2012.

## Développement et enregistrement

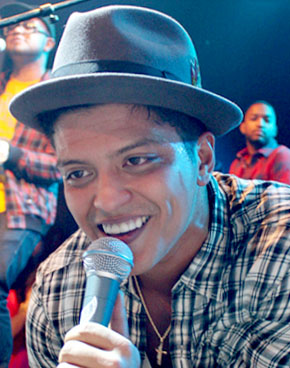
Les critiques évoquent souvent la similitude entre Mr. Know It All et le titre Just The Way You Are de Bruno Mars (photo).

Lors d'une interview avec Ryan Seacrest, Clarkson révéla le fait que Mr. Know It All était la dernière chanson qu'elle enregistra à Nashville en février 2011. Durant l'évènement live organisé pour la sortie du titre, la chanteuse explique qu'elle avait choisi cette chanson pour premier single car elle était "complètement différente" de ce qu'elle aurait pu enregistrer. Clarkson ajouta : « Ensuite, tout simplement parce que c'est un premier single très différent venant de ma part, d'habitude on commercialise un hymne, une production basée sur les guitares comme Never Again ou My Life Would Suck Without You. Ce titre est vraiment différent... C'est juste une chanson très insolente, qui permet de mettre en place la direction de l'album d'une façon agréable ».

## Composition
Mr. Know It All est une chanson pop avec des influences R&B. Clarkson explique que la chanson n'est pas seulement à propos d'une relation. Même si la chanteuse admet qu'elle a une liste de personnes qui l'ont laissée tomber, elle déclare que les paroles sont également destinées aux personnes ignorantes pensant tout savoir de quelqu'un.

## Sortie
Le 17 août 2011, Kelly Clarkson déclare que le premier single issu de son nouvel album Stronger est Mr. Know It All. Ce dernier est lancé pour la première fois le 30 août 2011, à 5 heures 30 de l'après-midi sur la côte est des États-Unis lors d'un évènement live organisé pour l'occasion, le tout se déroulant sur le site officiel de la chanteuse. Le titre a ensuite été envoyé aux radios. 
Le single est disponible sur iTunes le 5 septembre 2011. Les fans qui ont précommandé l'album sur le site officiel de Clarkson peuvent recevoir gratuitement le single dès sa commercialisation. Au Royaume-Uni, le single sera disponible le 23 octobre 2011 en téléchargement légal et sous forme de CD le 25 octobre 2011.

## Réception critique
Mr. Know It All fut accueilli par des critiques généralement favorables. Après avoir écouté le single, MTV News commenta « La chanson est typique de Clarkson, fougueuse et honnête, avec une bonne mélodie et un refrain entraînant ». Entertainment Weekly remarqua « On aime aussi, Kelly. Surtout depuis que nous ne sommes pas les hommes impliqués ». Le magazine Billboard nota que « Le message lyrique envoyé par Clarkson peut être un des plus insolent et fort (ce que les fans attendaient d'elle), mais musicallement, Mr. Know It All est doux, au lieu d'une énergie concentrée sur le rock, la production du single est faite d'un mid-tempo accompagné d'une touche de piano et de subtiles accords ». VH1 déclare « Nous n'avons pas à mentir. Les ballades ne sont pas ce que l'on préfère de Clarkson, et on espérait entendre une voix plus élevée, néanmoins on apprécie ».
Cependant, quelques critiques remarquent une ressemblance entre le single et la chanson Just The Way You Are de Bruno Mars. Le magazine Rolling Stone donna trois étoiles à Mr. Know It All, commentant « Sur son dernier single, Clarkson rétrécit ses habilités vocales - pas de notes glorieuses à la American Idol ici - et critique un homme contrôlant tout à l'aide de doubles sens ("Baby, I ain't goin' down") qui met en avant son côté R&B. Le seul problème? Bruno Mars veut son Just The Way You Are de retours ». Le site web Popdust critique les ressemblances et juge que « La ressemblance est aussi frappante qu'avec Already Gone et Halo, excepté le fait que ces derniers avaient le même parolier et producteur (Ryan Tedder). Mr. Know It All a été écrit par une équipe n'appartenant pas aux Smeezingtons (producteurs de Just The Way You Are), qui, apparemment, ne se préoccupent pas du tout de la ressemblance entre les deux titres. Clarkson ici utilise pleinement sa voix, elle semble plus engagée et percutante que sur son précédent album. La faute aux paroliers, et non à la vocaliste ».
Bill Lamb de About.com récompense la chanson d'une note de 4 étoiles et demie sur 5 et fait les éloges de « la sobriété de la voix de Clarkson accompagnée des parfaites nuances », « la production qui se fond dans le chant », et des « paroles fortes », ajoutant que Mr. Know It All met en scène « une des meilleures vocalistes féminines pop de 2011 ».

## Promotion

### Clip vidéo

#### Développement
Le tournage du clip vidéo a eu lieu le 25 août 2011 à Nashville et a été filmé par Justin Francis,. Clarkson explique que "L'idée derrière la vidéo est la variété. Le sujet principal de la chanson que j'adore est « tu ne sais rien de moi ». J'adore ce concept car c'est naïf de croire que l'on sait tout de quelqu'un. Il y a de nombreuses facettes à la personnalité de chacun. On est en quelque sorte en train de faire une variété des différentes Kelly." 
La vidéo est mise en vedette par un « wall of doubt », un « mur de ragots » sur lequel des articles de presse ayant comme titres « Pourquoi si célibataire Kelly? », « Les Sponsors lâchent Kelly Clarkson », « Trop Grosse », « Leaks de musique », « Kelly n'a pas de style » peuvent être aperçus lors de la vidéo. Clarkson explique que le mur est formé « d'à peu près toutes les conneries qui ont circulé à mon sujet, qui sont marrantes ou ridicules... on joue avec ça... c'est comment je supporte tout cela... sorte de sarcasme et de comique. » Une autre scène de la vidéo montre Clarkson vêtue d'une longue robe avec des plumes dans ses cheveux représentant la libération. La vidéo a fait sa première le 26 septembre 2011 sur Vevo. Lors d'un interview avec MTV News, Kelly se décrit elle-même dans la vidéo,

« Je pense que dans la vidéo, il y a mon côté esprit libre, et aussi cette fougueuse interprète en moi, et enfin, mon côté humoristique. Je veux dire, évidemment que vous devez être drôle pour avoir un mur géant d'articles derrière vous avec tous ces titres montrant votre vie sur ce mur. C'est un peu comique, un peu fougueux. »

Dans le clip, on peut également observer une scène durant laquelle Clarkson regarde une vidéo issue de son ancien clip I Do Not Hook Up, le second single d'All I Ever Wanted, qui fait référence à une scène de Cameron Diaz dans le film Jackpot. L'article internet figurant dans le clip est issu du site Kovideo.net, et a été édité pour éviter une plainte pour plagiat. L'article du site montrait une réelle situation de la carrière de la chanteuse, étant donné que de nombreuses démos de Stronger ont fait objet de fuites sur internet en juillet 2011. Clarkson répond à la situation en déclarant « Oh mon dieu, avez-vous déjà été volé? Moi oui. J'ai déjà été cambriolée plusieurs fois, mais ceci est bien pire », ajoutant plus tard, « Inutile de se mettre en colère parce qu'il n'y a rien que je puisse faire donc j'espère que la musique plaira à tous ».

#### Scénario
La vidéo met en scène Clarkson chantant devant un mur sur lequel sont accrochés une multitude d'articles de presse, tous péjoratifs ou favorables à propos de la carrière musicale de la chanteuse et de sa vie personnelle. Le clip se continue avec une autre scène montrant Kelly chantant de façon agressive devant un homme représentant « monsieur je sais tout ». Tout au long du clip, les ombres du groupe accompagnant Clarkson lors de ses tournées font apparition sur le mur lorsque cette dernière chante le refrain. La scène suivante montre Clarkson regardant le clip de I Do Not Hook Up sur une Télévision Google de Sony, tout en lisant un article sur le net parlant de la fuite du single sur internet. Kelly lit ensuite la section "commentaires" de l'article, et en rit de façon sarcastique. Le clip montre ensuite Clarkson mettant ses vêtements et autres accessoires dans une valise pour après quitter l'homme qui se trouvait derrière. On voit ensuite Clarkson, vêtue d'une robe pourpre ainsi que des plumes dans ses cheveux chanter. La scène finale du clip montre Kelly déchirant quelques articles du mur, qui s'ouvre alors sur une magnifique vallée ensoleillée, traversée par une route que l'on retrouve dans le clip Don't Tell Me de Madonna, que Clarkson emprunte sur la fin de la vidéo avec sa valise.

#### Réception
Quelques critiques remarquèrent l'approche des médias faite par la vidéo, notant que « monsieur je sais tout » n'est pas en fait un homme à lui seul. Brad Wete d'Entertainment Weekly, nota que « c'est intéressant de voir comment dans la vidéo elle arrive à tuer deux oiseaux en un seul lancé de pierre. La chanson en elle-même concerne un "monsieur je sais tout", mais le clip prend un tournant pour critiquer les médias et les blogs. Je préfère les critiques directement musicales, comme la chanson Tabloid Junkie de Michael Jackson. Mais la chanson de Clarkson est cool ».
VH1 remarqua « Quand on écoute pour la première fois le nouveau single de Kelly Clarkson, Mr. Know It All, on découvre que, thématiquement, il s'agit d'un message clair et direct pour l'ex qui lui a fait du mal. Cependant, après avoir regardé le clip qui a été lancé très tôt ce matin, il est clair qu'il y a une autre cible pour son courroux : les médias. Mais encore, ce n'est pas seulement aux vieux médias que Kelly s'attaque, les blogs sont sur sa liste également ! » concluant ensuite, « Si vous êtes une grande superstar ou simplement quelqu'un exposé aux rumeurs de Facebook, les ragots sont inévitables. Par contre, comment répondre à ces rumeurs, c'est à vous de le choisir. Vous pouvez vous vautrer sur leurs sections commentaires désagréables, mais à la fin du jour, ne voudriez-pas sortir et voir les rayons du soleil? En tout cas, c'est ce que ferait Kelly Clarkson, pour sûr ».
Hollywood.com déclara que « Clarkson remet un homme (dont nous n'avons jamais vu le visage) à sa place lorsqu'il pense tout savoir d'elle. Elle est trop timide pour afficher des costumes excentriques pour recréer une ambiance à la Katy Perry ou à la Lady Gaga, mais elle apporte assez de toupet et de glamour à la vidéo pour la rendre digne à regarder. Les paroles sont fortes, mais ses regards porteurs de sens dans la caméra pour la demande audacieuse de l'indépendance aide vraiment à passer le message ».

### Performances en direct

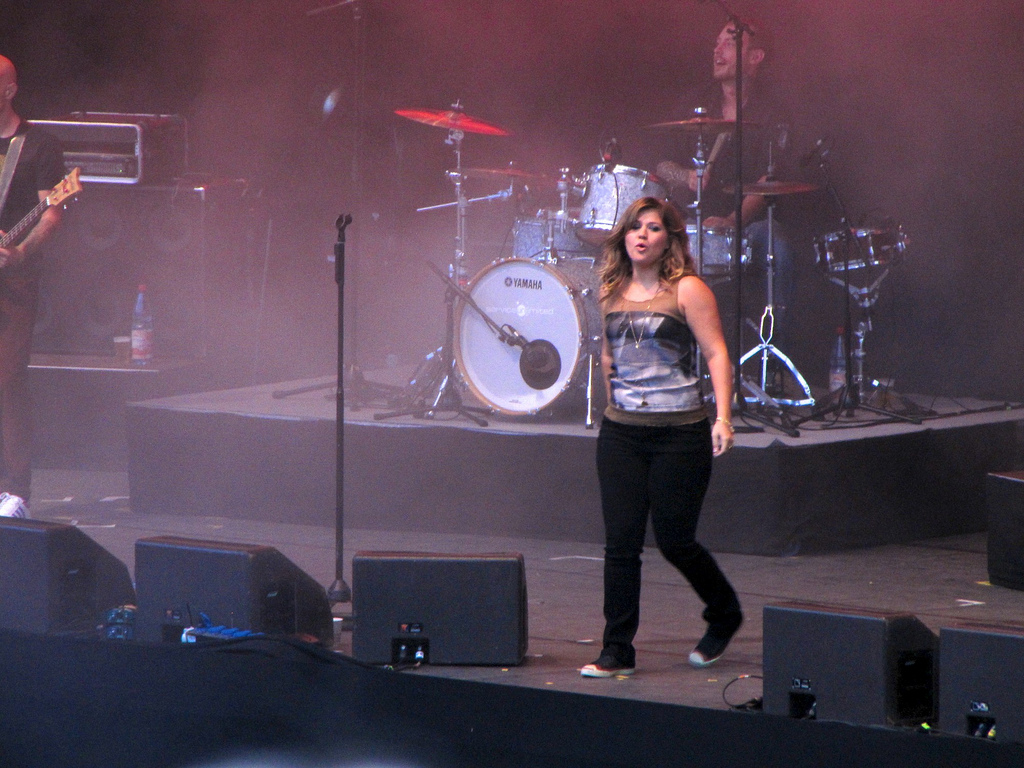
Kelly Clarkson au festival de musique Stars For Free à Berlin en Allemagne, interprétant pour la première fois en live "Mr. Know It All", le 9 septembre 2011.

Clarkson a chanté Mr. Know It All pour la première fois au festival Stars For Free à Berlin, en Allemagne le 10 septembre 2011. La promotion du single se poursuivra ensuite sur les plateaux télévisés The Tonight Show le 20 septembre 2011 et The Ellen DeGeneres Show le 22 septembre 2011,.
Après avoir entendu la performance de Kelly sur The Tonight Show, VH1 remarqua, « Clarkson a toujours eu une voix superbe et sait encore bien mieux comment l'utiliser ». 
Kelly a  également présenté son single au festival de musique iHeartRadio à Las Vegas, Nevada pour la promotion du titre le 23 septembre 2011.
En Australie, Clarkson chanta le single sur le plateau d'X Factor le 28 septembre 2011 et à la finale de la NRL 2011 au ANZ Stadium accompagnée par plus de 300 danseurs lors de sa performance,,. Le jour suivant, toujours en Australie, elle chante Mr. Know It All, ainsi que Since U Been Gone et Breakaway sur la scène du programme télévisé Sunrise.

## Liste des titres
Téléchargement Légal
1. Mr. Know It All, Durée: 3:52

CD Single
1. Mr. Know It All, Durée: 3:52
2. My Life Would Suck Without You (Chris Ortega Radio Mix), Durée: 3:40

## Crédits et personnels
| - Chant - Kelly Clarkson - Auteurs – Ester Dean, Brett James, Dante Jones, Brian Kennedy Seals | - Production – Ester Dean, Brian Kennedy |

Crédits extraits du livret de l'album Stronger, 19 Recordings, RCA Records, Sony Music.

## Classements et certifications
| Classement (2011-2012)                  | Position |
| --------------------------------------- | -------- |
| Allemagne                               | 18       |
| Australie                               | 1        |
| Autriche                                | 26       |
| Belgique (Nl)                           | 6        |
| Belgique (Fr)                           | 14       |
| Canada                                  | 11       |
| Corée du Sud Chart international        | 1        |
| États-Unis Billboard Hot 100            | 10       |
| États-Unis Billboard Pop Songs          | 11       |
| États-Unis Billboard Adult Pop Songs    | 1        |
| États-Unis Billboard Adult Contemporary | 10       |
| Europe                                  | 6        |
| Irlande                                 | 14       |
| Japon                                   | 33       |
| Monde                                   | 8        |
| Nouvelle-Zélande                        | 8        |
| Pays-Bas                                | 90       |
| Royaume-Uni                             | 4        |
| Suisse                                  | 22       |

| Australie   | 46 |
| Canada      | 99 |
| Royaume-Uni | 97 |

| Certifications et ventes | Certifications et ventes | Certifications et ventes | Certifications et ventes | Certifications et ventes | Certifications et ventes | Certifications et ventes | Certifications et ventes | Certifications et ventes | Certifications et ventes | Certifications et ventes | Certifications et ventes | Certifications et ventes | Certifications et ventes | Certifications et ventes |
| Pays                     | Certification            | Ventes                   |                          |                          |                          |                          |                          |                          |                          |                          |                          |                          |                          |                          |
| ------------------------ | ------------------------ | ------------------------ | ------------------------ | ------------------------ | ------------------------ | ------------------------ | ------------------------ | ------------------------ | ------------------------ | ------------------------ | ------------------------ | ------------------------ | ------------------------ | ------------------------ |
| Australie                | 3 × Platine              | 210 000                  |                          |                          |                          |                          |                          |                          |                          |                          |                          |                          |                          |                          |
| Canada                   | Platine                  | 80 000                   |                          |                          |                          |                          |                          |                          |                          |                          |                          |                          |                          |                          |
| États-Unis               |                          | 1 610 000                |                          |                          |                          |                          |                          |                          |                          |                          |                          |                          |                          |                          |
| Nouvelle-Zélande         | Platine                  | 15 000                   |                          |                          |                          |                          |                          |                          |                          |                          |                          |                          |                          |                          |
| Royaume-Uni              |                          | 233 900                  |                          |                          |                          |                          |                          |                          |                          |                          |                          |                          |                          |                          |
| Résumé                   |                          |                          |                          |                          |                          |                          |                          |                          |                          |                          |                          |                          |                          |                          |
| Région                   | Certification            | Ventes                   |                          |                          |                          |                          |                          |                          |                          |                          |                          |                          |                          |                          |
| Monde                    |                          | 2 300 000                |                          |                          |                          |                          |                          |                          |                          |                          |                          |                          |                          |                          |

## Dates de sorties
| Pays             | Date              | Format                   | Label           |
| ---------------- | ----------------- | ------------------------ | --------------- |
| États-Unis       | 30 août 2011      | Radio                    | RCA Records     |
| États-Unis       | 5 septembre 2011  | CD single                | RCA Records     |
| États-Unis       | 5 septembre 2011  | Téléchargement légal     | RCA Records     |
| Canada           | 5 septembre 2011  | Sony Music Entertainment |                 |
| France           | 5 septembre 2011  | Sony Music Entertainment |                 |
| Australie        | 5 septembre 2011  | Sony Music Entertainment |                 |
| Autriche         | 5 septembre 2011  | Sony Music Entertainment |                 |
| Belgique         | 5 septembre 2011  | Sony Music Entertainment |                 |
| Danemark         | 5 septembre 2011  | Sony Music Entertainment |                 |
| Espagne          | 5 septembre 2011  | Sony Music Entertainment |                 |
| Finlande         | 5 septembre 2011  | Sony Music Entertainment |                 |
| Grèce            | 5 septembre 2011  | Sony Music Entertainment |                 |
| Irlande          | 5 septembre 2011  | Sony Music Entertainment |                 |
| Italie           | 5 septembre 2011  | Sony Music Entertainment |                 |
| Nouvelle-Zélande | 5 septembre 2011  | Sony Music Entertainment |                 |
| Norvège          | 5 septembre 2011  | Sony Music Entertainment |                 |
| Pays-Bas         | 5 septembre 2011  | Sony Music Entertainment |                 |
| Portugal         | 5 septembre 2011  | Sony Music Entertainment |                 |
| Suède            | 5 septembre 2011  | Sony Music Entertainment |                 |
| Suisse           | 5 septembre 2011  | Sony Music Entertainment |                 |
| Allemagne        | 30 septembre 2011 | Sony Music Entertainment |                 |
| Allemagne        | 14 octobre 2011   | Sony Music Entertainment | CD Single       |
| Royaume-Uni      | 23 octobre 2011   | Téléchargement légal     | RCA Label Group |
| Royaume-Uni      | 25 octobre 2011   | CD single                | RCA Label Group |